# مجلة البشرى
مجلة البشرى هي مجلة دينية شهرية، أصدرتها الجماعة الأحمدية في حيفا بفلسطين عام 1935 حتى عام 1950. تتميز المجلة بتركيز بالغ بالمواعظ والرسائل الاخلاقية المستندة إلى آيات قرانية ومصادر إسلامية أخرى.
بعد ان انتقل مركز الجماعة الأحمدية من دمشق سنة 1927 إلى قرية الكبابير في حيفا، بدأت تصدر مجلة البشرى بانتظام، وحررها المبشرون الذين ترأسوا الجماعة خلال هذه السنوات، ومن أبرز الرسائل المتضمنة في المجلة رسالة المسيح المنتظر إلى جانب اعتماد الجدل الديني الحاد مع الطائفة البهائية.
في عام 1948، اعترضت المجلة على قرار التقسيم ونظرت إليه بوصفه ظلمًا تاريخيًا لسكان البلاد العرب، وفي أعقاب سنة 1948، تناولت المجلة القضايا السياسية والأيديولوجية التي لم تتناولها في السنين السابقة، مثل مناقشة ومجادلة المواضيع المطروحة كالشيوعية والاشتراكية والديمقراطية، وغيرها.
كما كانت الجريدة على اطلاع واسع على أبرز المستجدات، فردت على شاعر المهجر سيف الدين رحّال في العدد (8،9) المنشور في (شعبان، رمضان، 1357 هـ) الموافق (أكتوبر، نوفمبر 1938).